# Charlotte Grant
Charlotte Layne Grant, född 20 september 2001, är en australisk fotbollsspelare som spelar i Tottenham Hotspur FC Women. Grants moderklubb är Adelaide United FC.

## Klubbkarriär
Charlotte Grant skrev på för australiska Adelaide United år 2018 och spelade för dem 34 matcher under tre säsonger. I april 2021 meddelades att Grant skulle flytta till Europa och FC Rosengård. Med FCR har Grant vunnit Damallsvenskan 2021 och Svenska cupen 2021/2022. I augusti 2022 meddelades att Grant förlängde med FC Rosengård till 2024 samt att hon skulle lånas ut till Vittsjö GIK för resten av säsongen.. Säsongslånet blev till en permanent övergång inför säsongen 2023. Den 3 januari 2024 bytte Charlotte klubbadress till engelska Premier League-klubben Tottenham Hotspur FC Women där hon ansluter till svenska landslagsspelaren Matilda Vinberg och svenska huvudtränaren Robert Vilahamn.

## Landslagskarriär
Grant har varit lagkapten i Australiens U20-landslag (Young Mathildas). Hon var uttagen till Australiens trupp till OS i Tokyo 2021. I september samma år fick hon sin första speltid för landslaget i en vänskapsmatch mot Irland.